# Bílek (železniční zastávka)
Bílek je železniční zastávka v severní části osady Bílek (část Chotěboře). Leží v km 21,308 železniční trati Pardubice – Havlíčkův Brod mezi stanicemi Chotěboř a Ždírec nad Doubravou.

## Popis zastávky

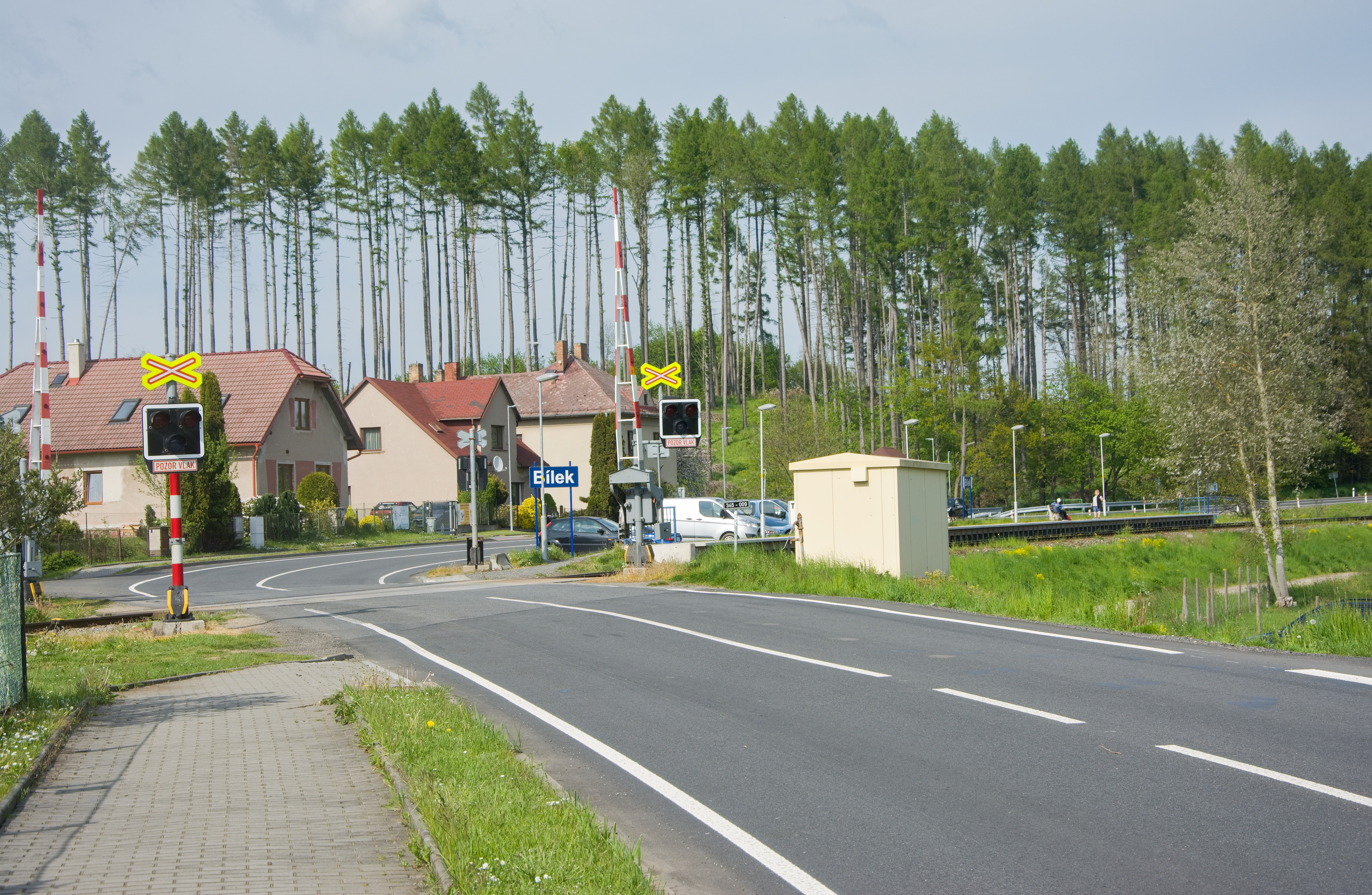
Celkový pohled na zastávku a přejezd P5275

Zastávka ležící na jednokolejné trati je vybavena jednostranným vnějším nástupištěm o délce 90 m a s nástupní hranou ve výšce 550 mm nad temenem kolejnice. V zastávce je elektrické osvětlení ovládané automaticky časovým spínačem a fotobuňkou. Cestujícím slouží dřevěný přístřešek se základním vybavením (cedule s názvem zastávky, vývěska s jízdním řádem, odpadkový koš). Přístřešek byl vybudován v roce 2009, kdy nahradil původní dřevěnou čekárnu, která pocházela z roku 1946.
V bezprostřední blízkosti zastávky se v km 21,220 nachází železniční přejezd P5275, na kterém železniční trať kříží silnice II/345. Přejezd je vybaven světelným zabezpečovacím zařízením se závorami.